# 허기호
허기호(許起虎, 1952년 3월 28일 ~ )는 대한민국의 배우이다. 배우 허장강의 장남이며, 배우 허준호의 첫째 형이자 이복 형이다.
1972년 연극배우 첫 데뷔하였다.

## 학력
- 한양대학교 경영학과 학사

## 출연작

### 영화
- 2015년 《연평해전》 ... 육군 장성 역
- 2014년 《아웃사이더》 ... 이발사 역
- 2010년 《마마 앤드 파파》 ... 병석 부 역
- 2010년 《무법자》 ... 한석근 역
- 2009년 《실종》 ... 천가 역 (우정출연)
- 2008년 《나의 스캔들》 ... 현우 아버지 역
- 2008년 《대한이, 민국씨》 ... 사령관 역
- 2005년 《간 큰 가족》 ... 엄 변호사 역
- 2004년 《령》 ... 지원 담당의사 역
- 2004년 《어디선가 누군가에 무슨 일이 생기면 틀림없이 나타난다 홍반장》 ... 태호 역
- 2003년 《낭만자객》 ... 김 대감 역
- 2003년 《국화꽃 향기》 ... 방송국 부장 역
- 2002년 《H》 ... 교도소 주임 역
- 2002년 《색즉 시공》 ... 경찰 간부 역
- 2002년 《로드무비》 ... 역무원 역
- 2002년 《울랄라 씨스터즈》 ... 넥타이 1 역
- 2002년 《턴 잇 업》 ... 담임 선생 역
- 2002년 《싸울아비》
- 2001년 《킬러들의 수다》 ... 사내 3 역
- 2001년 《이유 없는 반항》 ... 담임선생 역
- 2001년 《무사》 ... 순천용 역
- 2001년 《베사메무쵸》 ... 신장매매 남 역
- 2001년 《신라의 달밤》 ... 교감 역
- 2001년 《인디안 썸머》 ... 파기 환송심 변호사 역
- 2001년 《광시곡》 ... 정보본부장 역
- 2001년 《골뱅이@실명제》 ... 중년 남자 역
- 2000년 《싸이렌》 ... 간부 1 역
- 2000년 《종합병원 The Movie 천일동안》 ... 환자 2 역
- 1999년 《세기말》 ... 정 교수 역
- 1999년 《만날 때까지》 ... 당직당교 역
- 1999년 《주유소 습격 사건》 ... 무대포 선생 역
- 1999년 《인정사정 볼 것 없다》
- 1999년 《깡패 수업 2》 ... 김 검사 역
- 1999년 《얼굴》 ... 김필용 역
- 1999년 《간첩 리철진》 ... 공작원 3 역
- 1999년 《산전수전》 ... 병원 의사 역
- 1999년 《쉬리》 ... 간부 1 역
- 1997년 《파트너》 ... 신 검사 역
- 1997년 《큐》 ... 선원 역
- 1996년 《채널 식스 나인》 ... 이 국장 역
- 1995년 《무궁화 꽃이 피었습니다》 ... 박 검사 역
- 1994년 《칠삭동이와 설중매》
- 1994년 《젊은 남자》 ... 화랑 큐레이터 역
- 1994년 《해적》(특별출연)
- 1994년 《증발》 ... 보안부요원 역
- 1993년 《여자의 일생》
- 1993년 《에미의 들》 ... 의혈단 청년 역
- 1992년 《시비시비》 ... 염씨 역
- 1992년 《아래층 여자와 윗층 남자》 ... 편집장 역
- 1991년 《천국의 계단》 ... 파티 사회자 역
- 1991년 《사의 찬미》
- 1991년 《하늘의 용사 이글맨》
- 1991년 《열 아홉의 절망 끝에 부르는 하나의 사랑 노래》 ... 남 선생 역
- 1991년 《변금련》
- 1990년 《안개 속의 여자》
- 1990년 《잿빛 사랑 노트》(우정출연)
- 1990년 《남부군》 ... 김금일 역
- 1989년 《여인들의 섬》
- 1989년 《89 인간시장 오! 하나님...》 ... 김 형사 역
- 1988년 《안개 도시》 ... 강 형사 역
- 1988년 《당신은 안개꽃》 ... 의사 역
- 1988년 《빠걸 (까페아가씨)》 ... 작가 역
- 1988년 《뽕 3》
- 1987년 《돌아이 3》
- 1987년 《호걸춘풍》
- 1987년 《기쁜 우리 젊은 날》
- 1987년 《사노》 ... 마당쇠 역
- 1986년 《안개 기둥》
- 1986년 《황진이》
- 1986년 《길소뜸》 ... 음악 선생님 역
- 1985년 《여자는 한번 승부한다》
- 1979년 《수병과 제독》

### TV 드라마
- 2015년 KBS1 《징비록》 ... 정언지 역
- 2014년 KBS2 《부부클리닉 사랑과 전쟁》
- 2011년 MBC 《빛과 그림자》 ... 김철규 역
- 2010년 KBS1 《근초고왕》 ... 백제 어의 역
- 2010년 KBS1 《명가》 ... 황수 역
- 2009년 KBS2 《천추태후》 ... 고려 어의 역
- 2008년 평화방송 《땀의 순교자 탁덕 최양업》 ... 장길청 역
- 2007년 채널CGV 《정조암살미스터리: 8일》 ... 홍봉한 역
- 2006년 평화방송 《성 김대건》 ... 김제준(김대건의 아버지) 역
- 2006년 SBS 《연개소문》 ... 소길 역
- 2005년 MBC 《신돈》 ... 덕흥군 왕혜 역
- 2005년 MBC 《제5공화국》 ... 김종환 역
- 2005년 MBC 《영웅시대》
- 2004년 KBS2 《해신》 ... 무주 도독 역
- 2003년 KBS1 《무인시대》 ... 이공승 역
- 2002년 SBS 《야인시대》 ... 인촌 김성수 역
- 2002년 KBS1 《제국의 아침》 ... 김영 역
- 2001년 KBS2 《명성황후》 ... 이재원 역
- 2000년 KBS2 《천둥소리》 ... 서영 역
- 2000년 KBS2 《가을동화》 ... 은서의 담당의 역
- 1998년 KBS2 《왕과 비》 ... 성봉조, 한계순, 허침 역
- 1997년 KBS2 《스타트》
- 1996년 KBS1 《용의 눈물》 ... 우현보, 노필, 일본 사신 역
- 1996년 KBS2 《첫사랑》 ... 미술 선생님 역
- 1996년 KBS2 《컬러》
- 1996년 KBS2 《조광조》 ... 김응기 역
- 1996년 KBS1 《신세대 보고 - 어른들은 몰라요: 스키장에서 생긴 일》
- 1995년 KBS1 《찬란한 여명》 ... 정기회, 조기수, 조인희, 한규직 역
- 1995년 SBS 《코리아게이트》 ... 선우 연(청와대 대통령비서실 비서관) 역
- 1995년 KBS1 《신세대 보고 - 어른들은 몰라요: 가을날의 동화》
- 1995년 KBS1 《김구》 ... 김구 측근 역
- 1994년 KBS1 《역사의 라이벌》
- 1993년 MBC 《제3공화국》 ... 박동희 역, 엄민영 역
- 1992년 KBS1 《삼국기》 ... 김흠순 역
- 1991년 KBS2 단막극 《KBS 드라마게임 - 그리움을 향하여》해군 소령 편대장 역
- 1989년 SBS 《제2공화국》 ... 이상신, 김판술 역
- 1986년 MBC 《대원군》 ... 서고신 역
- 1985년 MBC 《임진왜란》 ... 평양 백성, 양원 역
- 1980년 MBC 《수사반장》 ... 단역

### 연극
- 1993년 《이괄과 흥안군》 ... 이괄 역(주인공)
- 2000년 《선감도 수복 작전》
- 2002년 《장보고 장군과 해상 제국》 ... 장보고 역(주인공)

### 라디오 프로그램
- 2015년 EBS 《EBS 책 읽는 라디오 낭독 시리즈》

## 가족 관계
- 부친: 허장강
- 동생: 허준호